# Вішина (Мехедінць)
Вішина (рум. Vișina) — село у повіті Мехедінць в Румунії. Входить до складу комуни Греч.
Село розташоване на відстані 235 км на захід від Бухареста, 37 км на схід від Дробета-Турну-Северина, 61 км на північний захід від Крайови.

## Населення
За даними перепису населення 2002 року у селі проживали 19 осіб, усі — румуни. Усі жителі села рідною мовою назвали румунську.